# Système de coordonnées écliptiques

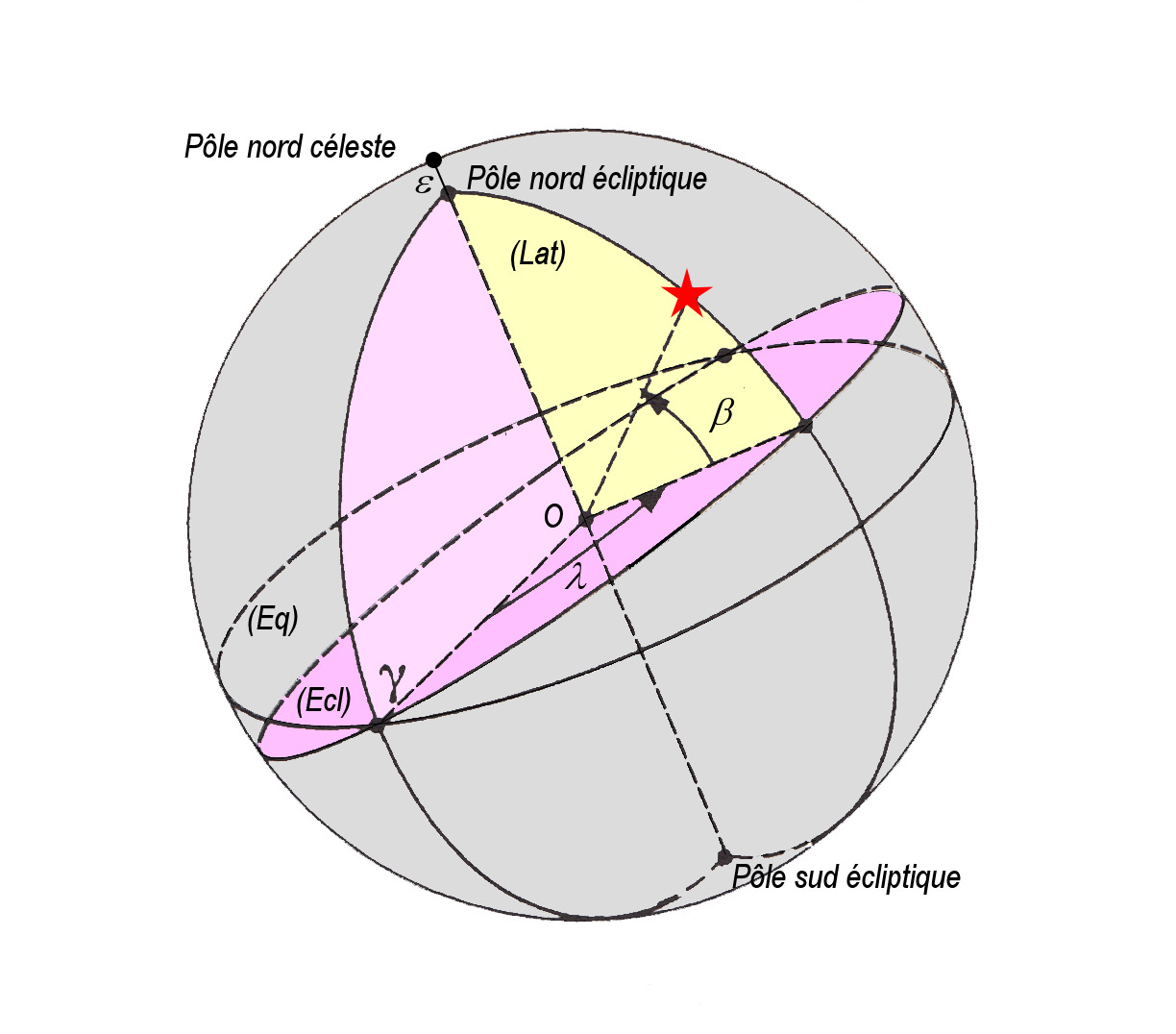
Système de coordonnées écliptiques.

Le système de coordonnées écliptiques est un système de coordonnées dont les valeurs sont indépendantes de la position de l'observateur. 
Ce système utilise un plan de référence et une direction de référence.
Le plan de référence est l'écliptique (plan de l'orbite de la Terre autour du Soleil).
La direction de référence est le point vernal : la direction du soleil lorsqu'il passe par la déclinaison nulle, dans le sens des déclinaisons croissantes, ce qui correspond à l'équinoxe de printemps dans l'hémisphère nord. Ce plan et cette direction permettent aussi de définir des "méridiens écliptiques", dont les pôles sont les pôles de l'écliptique et l'origine est le point vernal.
- La longitude écliptique λ est l'angle mesuré sur l'écliptique, entre le point vernal γ et le "méridien écliptique de l'objet". Cet angle se mesure en degré.
- La latitude écliptique β est mesuré sur "méridien écliptique de l'objet" entre le plan de l'écliptique et l'objet.

Le système de coordonnées écliptiques est particulièrement adaptés aux calculs pour les objets situés dans le Système solaire : La plupart des objets du Système solaire sont pratiquement situés sur l'écliptique, leurs latitudes écliptiques sont toujours proche de zéro. En revanche Pluton (planète naine), a une orbite très inclinée par rapport au plan de l'écliptique.
Toutes les constellations du zodiaque se trouvent sur la ligne dessinée par le plan de l'écliptique sur la voûte céleste. Ptolémée nommait ce plan "la ligne médiane du zodiaque.

## Conversions
Il existe des formules permettant de passer du système de coordonnées écliptiques au système de coordonnées équatoriales, et inversement.

## Parallaxe et écliptique
Pour mesurer la parallaxe d'une étoile proche, on cherche à faire deux observations de cet objet à environ 6 mois d'intervalle, pour utiliser le diamètre de l'orbite de la Terre comme ligne de base. Lorsque l'objet étudié est dans une direction perpendiculaire au plan de l'écliptique (latitude écliptique grande, proche de +90º ou -90º), la paire d'observations séparées par 6 mois peut être théoriquement choisie relativement librement (il faut cependant que l'étoile soit visible la nuit !). En revanche, si l'objet est dans le plan de l'écliptique, il est nécessaire de choisir une ligne de base qui soit la plus perpendiculaire possible à la direction de l'objet.

## Histoire
Les coordonnées écliptiques sont utilisées dès l'Antiquité. Jusqu'au XVIIIe siècle, la plupart des catalogues d'étoiles donnent les coordonnées écliptiques de celles-ci.